# 冬麻豆属
冬麻豆属（学名：Salweenia）是蝶形花科下的一个属，为常绿灌木植物。该属仅有冬麻豆（Salweenia wardii）一种，分布于中国西藏。